# Mohamed Mahmoud Ould Mohamedou

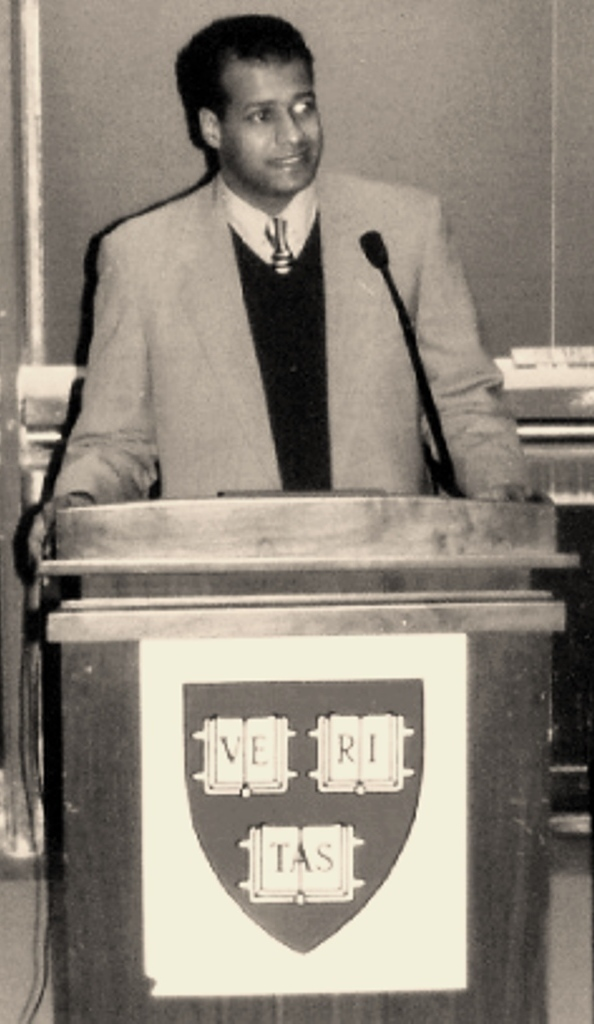
Mohamed Mahmoud Ould Mohamedou

Mohamed Mahmoud Ould Mohamedou (3 de abril de 1968 - 17 de septiembre de 2024) fue un político y politólogo mauritano y Ministro de Asuntos Exteriores y Cooperación.

## Biografía
Licenciado en Derecho por la Universidad Panthéon-Sorbonne, de París, doctor en Ciencias Políticas por la Universidad de Nueva York y postdoctorado en el Centro de Estudios de Oriente Medio de la Universidad de Harvard.
Trabajó como investigador asociado en el Instituto Ralph Bunche de las Naciones Unidas en Nueva York, director de investigación del Consejo Internacional sobre Política de Derechos Humanos de Ginebra, dependiente de Naciones Unidas y director asociado del Programa de Política Humanitaria y Resolución de Conflictos de Harvard. El 1 de septiembre de 2008 fue nombrado Ministro de Asuntos Exteriores y Cooperación en el gobierno del Alto Consejo de Estado surgido tras el golpe de Estado de agosto del mismo año, sustituyendo a Abdallahi Hassen Ben Hmeida.
Publicó varios libros y ensayos entre los que destacan:
- Societal Transition to Democracy in Mauritania (1995)
- Iraq and the Second Gulf War, State-Building and Regime Security (1998)
- Contre-Croisade. Origines et Conséquences du 11 Septembre (2004)